# 지라르두프

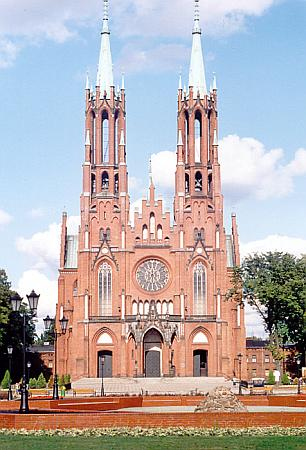
고딕 리바이벌 건축 양식으로 지어진 지라르두프 교회

지라르두프(폴란드어: Żyrardów)는 폴란드 마조프셰주에 위치한 도시로 면적은 14.35km2, 인구는 41,161명(2008년 기준), 인구 밀도는 2,900명/km2이다. 바르샤바에서 서쪽으로 45km 정도 떨어진 곳에 위치한다.

시기
시 문장

## 자매 도시
- 중화인민공화국 탕산 시
- 북마케도니아 델체보
- 프랑스 루르마랭